# Zoilo
Zoilo (em grego:  Ζωΐλος; ca. 400 a.C. — 320 a.C.) foi um gramático grego, filósofo cínico e crítico literário de Anfípolis na Macedônia Oriental, então conhecida como Trácia. Tomou o nome de Homeromastix (Ὁμηρομάστιξ "chicoteador de Homero"; gen.: Ὁμηρομάστιγος) no fim de sua vida por suas duras críticas a Homero.

## Biografia
De acordo com Vitrúvio (vii., Prefácio), Zoilo viveu durante a era de Ptolomeu Filadelfo, por quem foi crucificado como punição por suas críticas ao rei; mas esse relato provavelmente deve ser rejeitado como uma ficção baseada na reputação de Zoilo. Vitrúvio prossegue afirmando que Zoilo também pode ter sido apedrejado em Quio ou lançado vivo em uma pira funerária em Esmirna. De qualquer maneira, Vitrúvio sentiu que era melhor, já que ele merecia estar morto por caluniar um autor que não podia se defender. Zoilo parece ter sido um seguidor de Isócrates, mas posteriormente um aluno de Polícrates, que ele ouviu em Atenas, onde foi professor de retórica.
Zoilus ficou conhecido principalmente pela aspereza de seus ataques a Homero, principalmente dirigidos contra o elemento fabuloso dos poemas homéricos. Zoilus também escreveu respostas a obras de Isócrates e Platão, que haviam atacado o estilo de Lísias que ele aprovava.

No entanto, a Questão Homérica fez com que seu nome se tornasse sinônimo de crítica áspera e maligna: na antiguidade ele ganhou o nome de "Homeromastix", "flagelo de Homero"; no período moderno, Cervantes chama Zoilus de "caluniador" no prefácio de Dom Quixote e também há um provérbio (agora em desuso): "Todo poeta tem seu Zoilo". Como seus escritos não sobrevivem, é impossível saber se essa caricatura é justificada.